# Alexandru Mățel
Alexandru Mățel (Constanța, 17 de outubro de 1989) é um futebolista profissional romeno que atua como defensor, atualmente defende o Dinamo Zagreb.

## Carreira
Alexandru Mățel fez parte do elenco da Seleção Romena de Futebol da Eurocopa de 2016.